# 오마르 엘랍델라위
오마르 엘랍델라위(Omar Elabdellaoui, 1991년 12월 5일, 오슬로 ~)는 노르웨이의 전 프로 축구 선수로, 현역 시절 주로 라이트 백으로 활약했으나, 우측 미드필더로도 출전했다.
엘랍델라위는 셰이트에서 축구를 시작해 2008년에 맨체스터 시티에 입단하였다. 그는 스트룀스고세로 임대를 가서 프로 데뷔전을 치렀다. 그는 네덜란드의 페예노르트에서 임대 생활을 보내기도 했다. 2013년에 브라운슈바이크로 반시즌 동안 임대된 후, 엘랍델라위는 2013년 5월에 독일 클럽으로 완전 이적하였다. 2014년 6월, 그는 현재 소속팀인 올림피아코스와 계약하였다.
엘랍델라위는 노르웨이의 유소년 국가대표팀 선수로 출전한 경력이 있고, 2013년 UEFA U-21 축구 선수권 대회에 참가한 노르웨이 국가대표팀의 일원이었다. 2013년 8월, 그는 성인 국가대표팀 경기에 처음으로 출전하였다.

## 구단 경력

### 맨체스터 시티
노르웨이 클럽 셰이드에서 활약한 후, 엘랍델라위는 잉글랜드 클럽 맨체스터 시티에 16세의 나이로 합류하였다. 스콧 셀러스 맨체스터 시티 U-18팀 감독은 노르웨이 TV 2와의 2010년 1월 인터뷰에서 엘랍델라위에 대해 "미래가 밝다"라고 인터뷰했다. 엘랍델라위는 팀의 아카데미에서의 인상적인 노력을 통해 2010-11 시즌에 1군 등번호를 받았으나, 2010년 12월 16일, 맨체스터 시티와 유벤투스 간의 UEFA 유로파리그 경기에서 벤치만 지켰다.

### 스트룀스고세
2011년 3월 31일, 노르웨이 이적시장 마지막 날, 엘랍델라위는 노르웨이의 스트룀스고세로 맨체스터 시티의 7월 프리시즌 일정 전까지 임대되었다. 스트룀스고세에서, 그는 맨체스터 시티의 전 팀동료인 무하메드 아부와 라자크 누후와 재회하였다. 그는 2011년 5월 28일, 프레드릭스타드와의 리그 경기에서 발골절 부상을 당하기 전까지 8번의 리그 경기에 출전하였고, 수술을 위해 맨체스터로 복귀하였다. 9월 1일, 그는 스트룀스고세로 복귀해 2011 시즌말까지 팀에 남아 총 12경기를 출전하였고, 1골 1어시스트를 기록했다.
스트룀스고세는 엘랍델라위를 2012 시즌까지 임대 기간을 연장하기 원하였으나, 엘랍델라위는 스트룀스고세의 홈구장 마리엔뤼스트 스타디온이 인조잔디 구장이어서 부상 재발의 위험이 있기에 계약 연장을 꺼렸다.

### 페예노르트
2012년 6월, 엘랍델라위는 맨체스터 시티와 2년 연장 계약을 맺었고, 이후 네덜란드 클럽 페예노르트로 2012-13 시즌동안 임대되었다. 그의 맨체스터 시티 동료이자 2011-12 시즌에 페예노르트로 임대를 갔던 욘 구이데티는 엘랍델라위에게 맨체스터 시티가 이적을 허락하면 페예노르트의 제의를 수락할 것을 추천하였다. 구이데티는 엘랍델라위가 체격적으로 강인하고, 기술적으로 잘 갖추어졌으며, 빠른 선수이기에 페예노르트에 최적화된 선수라고 묘사하였다. 마르틴 판 헤일 페예노르트 기술 고문에 따르면, 엘랍델라위가 주로 좌측 혹은 우측 윙어로 활약할 계획이었으나, 공격수 후방의 공격형 미드필더로도 기용될 계획이 있다고 말하였다. 그는 몇년 동안 페예노르트가 엘랍델라위를 영입하기 원하였으나, 이전에 그리할 수 없었다고 덧붙였다.
엘랍델라위는 페예노르트에서 5경기를 활약하는데 그쳤는데, 4경기를 교체로 출전하였고, 2013년 1월에 클럽으로부터의 방출을 요청하였다. 그는 주전으로 활약하길 원하였으나, 페예노르트에서는 네덜란드 국가대표 선수들과 라이트 백이나 우측 윙어 자리를 놓고 경합했기 때문에 출전 기회가 제한될 수 밖에 없었다.

### 브라운슈바이크
2013년 1월, 엘랍델라위는 독일 클럽 브라운슈바이크로 2. 분데스리가의 2012-13 시즌 후반기 기간동안 임대되었다. 엘랍델라위는 주전으로 활약하여 소속팀의 분데스리가 승격을 이룩하였다. 2013년 5월 10일, 브라운슈바이크는 임대 계약이 영구 계약으로 변경되었다고 발표하였다. 브라운슈바이크의 승격 후, 2013년 8월 10일, 엘랍델라위는 베르더 브레멘을 상대로 자신의 분데스리가 데뷔전을 치렀다. 그는 시즌 처음 3경기를 라이트백으로 활약하였으나, 함부르크와의 그다음 경기에서 벤치를 지켰다.

### 올림피아코스
2014년 6월 17일, 그는 그리스 클럽 올림피아코스의 제의를 받았다. 그는 그다음날 계약서에 서명하였고, 클럽의 일원이 된 것에 대해 흥분된다고 표의하였다.

## 국가대표팀 경력
2006년 8월 8일, 엘랍델라위는 0-0으로 비긴 폴란드 U-15 국가대표팀과의 경기에서 노르웨이 U-15 국가대표팀 경기에 데뷔하였고, 같은 경기에서 스테판 요한센 또한 국제무대에 데뷔하였다. 엘랍델라위는 U-15 국가대표팀 경기에 한 경기 더 출전한 뒤 U-16 국가대표팀에서 활약하며 10경기에 출전해 1골을 넣었다. 그는 U-17 국가대표팀에 8경기 출전하여 1골을 기록하였고, 이후 U-18 국가대표팀 경기에 6번, U-19 국가대표팀 경기에 11번 출전해 1골을 추가하였다.
2010년 10월 17일, 엘랍델라위는 그리스 U-21 국가대표팀을 상대로 노르웨이 U-21 국가대표팀 경기에 처음으로 출전했다. 그는 2013년 UEFA U-21 축구 선수권 대회에서 팀의 라이트 백 핵심으로 출전했다.
2012년 6월, 그는 웨일스를 상대로 노르웨이 U-23 국가대표팀 데뷔전을 치러 팀의 선제골을 넣었고, 노르웨이는 웨일스를 4-0으로 완파하였다.
2013년 8월, 엘랍델라위는 스웨덴와의 친선경기를 앞두고 노르웨이 성인 국가대표팀에 처음으로 차출되었고, 경기에 선발로 성인 국가대표팀 데뷔전을 치렀고, 그는 라이트 백으로 72분을 활약하였다.

## 경력 통계
2014년 9월 5일 기준
| 클럽                  | 시즌      | 리그 | 리그 | 컵   | 컵 | 리그컵 | 리그컵 | 유럽 | 유럽 | 합계 | 합계 |
| 클럽                  | 시즌      | 출장 | 골   | 출장 | 골 | 출장   | 골     | 출장 | 골   | 출장 | 골   |
| --------------------- | --------- | ---- | ---- | ---- | -- | ------ | ------ | ---- | ---- | ---- | ---- |
| 맨체스터 시티         | 2010–11   | 0    | 0    | 0    | 0  | 0      | 0      | 0    | 0    | 0    | 0    |
| 맨체스터 시티         | 2011–12   | 0    | 0    | 0    | 0  | 0      | 0      | 0    | 0    | 0    | 0    |
| 맨체스터 시티         | 합계      | 0    | 0    | 0    | 0  | 0      | 0      | 0    | 0    | 0    | 0    |
| 스트룀스고세 (임대)   | 2011      | 10   | 0    | 1    | 0  | —      | —      | 0    | 0    | 11   | 0    |
| 스트룀스고세 (임대)   | 합계      | 10   | 0    | 1    | 0  | —      | —      | 0    | 0    | 11   | 0    |
| 페예노르트 (임대)     | 2012–13   | 5    | 0    | 1    | 0  | —      | —      | 1    | 0    | 7    | 0    |
| 페예노르트 (임대)     | 합계      | 5    | 0    | 1    | 0  | —      | —      | 1    | 0    | 7    | 0    |
| 브라운슈바이크 (임대) | 2012–13   | 14   | 0    | 0    | 0  | —      | —      | 0    | 0    | 14   | 0    |
| 브라운슈바이크 (임대) | 합계      | 14   | 0    | 0    | 0  | —      | —      | 0    | 0    | 14   | 0    |
| 브라운슈바이크        | 2013–14   | 29   | 1    | 1    | 0  | —      | —      | 0    | 0    | 30   | 1    |
| 브라운슈바이크        | 합계      | 29   | 1    | 1    | 0  | —      | —      | 0    | 0    | 30   | 1    |
| 올림피아코스          | 2014–15   | 20   | 1    | 0    | 0  | —      | —      | 7    | 0    | 27   | 0    |
| 올림피아코스          | 합계      | 20   | 1    | 0    | 0  | —      | —      | 7    | 0    | 27   | 0    |
| 경력 합계             | 경력 합계 | 78   | 2    | 3    | 0  | 0      | 0      | 8    | 0    | 89   | 2    |

## 사생활
엘랍델라위는 모로코계이며, 모하메드 압델라우에와 무스타파 압델라우에와는 사촌간이다.